# Manuel Trindade Salgueiro
Manuel Trindade Salgueiro GCSE (Ílhavo, em 28 de setembro de 1898 — Ílhavo, 20 de setembro de 1965) foi um bispo católico português.

## Biografia
Foi ordenado sacerdote em 14 de Fevereiro de 1921 e em 23 de Novembro de 1940 foi nomeado, pelo Papa Pio XII, bispo auxiliar do Patriarcado de Lisboa, com o título de Helenopolis in Palestina. Recebeu a ordenação episcopal em 24 de Fevereiro de 1941. Em 14 de Março de 1949 deram-lhe o título pessoal de arcebispo de Mitilene.
Após alguns anos de serviço em Lisboa, foi escolhido, em 20 de maio de 1955, para a sede arquiepiscopal de Évora. Foi arcebispo de Évora durante uma década. Faleceu no cargo, aos 67 anos.

## Reconhecimento
A 18 de Abril de 1960 foi agraciado com a Grã-Cruz da Ordem Militar de Sant'Iago da Espada.
Uma estátua do bispo  foi colocada em 2021 no espaço que envolve a Igreja Matriz de Ílhavo.